# Soma (ajurweda)
Soma – w medycynie ajurwedy jedna z trzech sił (wraz z agni i praną) oddziałujących z czakrami w ludzkim ciele.